# Jindřich Dubový
Jindřich Dubový (* 23. února 1993, Bruntál) je český sportovní střelec z pistole, v současnosti reprezentující armádní klub Dukla Plzeň.

## Střelecká kariéra

### Začátky sportovní střelby
Ke střelbě ho podle jeho slov přivedl jeho praděda, který mu ukazoval nové vzduchovky, až mu v pěti letech jednu věnoval, aby mohl střílet "do vrat od kůlny". Závodně se střelbě věnuje od 10 let (říjen 2003), neboť ho "vždycky přitahovala, stejně jako zbraně a všechno okolo". Stal se členem střeleckého kroužku při SSK Astra Bruntál, odkud přestoupil v květnu 2008 do Dukly Plzeň. Jeho hlavními disciplínami je vzduchová a libovolná pistole, přičemž on sám preferuje první zmiňovanou.

### Střelecké úspěchy
Na mistrovstvích Evropy v roce 2007 a 2009 byl členem týmu, který získal stříbrné medaile v kategorii libovolná pistole (ve složení Dubový, Pecháček, Malůšek).
V srpnu 2010 se zúčastnil první mládežnické olympiády (Youth Olympic Games) v Singapuru, kde získal šesté místo. V té době měl na svém kontě již sedm titulů mistra republiky.
V roce 2016 se umístil na pátém místě v disciplíně libovolná pistole na finále Světového poháru v italské Boloni.

#### Držitel českého rekordu
V současné době (2018) drží Dubový rekord jak v juniorských týmech v disciplíně libovolná pistole (tým Dubový, Pecháček, Malůšek, 1650 bodů, 2. květen 2008 v Suhlu), tak v dorosteneckých (tým Dubový, Gierczak, Lepka, 1559 bodů, 14. září 2007 v Brně). Stejně tak drží rekord v juniorském týmu v disciplíně vzduchová pistole (tým Dubový, Pecháček, Malůšek, 1724 bodů, 22. únor 2009 v Praze). Z individuálních rekordů můžeme jmenovat rekord mladších dorostenců v disciplíně vzduchová pistole 40 ran (384 bodů, 8. březen 2008 v Plzni), stejně jako rekord družstva mladších dorostenců na téže soutěži (tým Dubový, Šuranský, Foltýnek, 1123 bodů, 8. březen 2008 v Plzni).

#### Bundesliga
Je členem Schützenverein Kelheim Gmünd e.V., za který se účastní německé střelecké Bundesligy.

## Soukromý život
Vystudoval gymnázium v Bruntále. Poté nastoupil k bakalářskému studiu na Slezské univerzitě v Opavě, které úspěšně dokončil. Je svobodný a žije v Plzni. V současné době (2018) prochází procesem zařazení do Aktivních záloh.